# Hoppegarten
Hoppegarten település Németországban, azon belül Brandenburgban. Lakosainak száma 18 556 fő (2023. december 31.). Hoppegarten Schöneiche bei Berlin és Altlandsberg községekkel határos.

## Népesség
A település népességének változása:
| Lakosok száma | 16 802 | 17 636 | 18 202 | 18 322 | 18 469 | 18 556 |
|               | 2010   | 2015   | 2020   | 2021   | 2022   | 2023   |